# カステリョン飛行場
カステリョン飛行場（Aeródromo de Castellon）は、スペイン・バレンシア州カステリョン・デ・ラ・プラナにある飛行場。バレンシアの北68kmに位置する。

## 就航路線
2012年10月現在旅客定期便は就航していない。